# Віктор Вальдес
Ві́ктор Вальде́с Аррі́бас (кат. Víctor Valdés i Arribas, МФА: [ˈbiktor βalˈdes], нар. 14 січня 1982 року, л'Успіталет-да-Любрагат, Іспанія) — іспанський футболіст і футбольний тренер.
Більшу частину своєї професійної кар'єри провів у «Барселоні», і розглядається як один з найкращих воротарів в історії клубу, з'явившись в більш ніж 500 офіційних матчах за свій клуб і вигравши за цей час 21 трофей, зокрема 6 чемпіонських титулів, три Ліги чемпіонів УЄФА та два клубні чемпіонати світу. Крім того, Вальдес має п'ять Трофеїв Самори, що є рекордом. В даний час є рекордсменом серед воротарів за кількістю виступів в Ла Лізі, перевершивши рекорд Андоні Субісаррети . Після відходу Барселону в кінці його контракту в липні 2014 року, він приєднався до Манчестер Юнайтед січня 2015 року.
Вальдес зробив свій повний міжнародний дебют в 2010 році і заробив 20 міжнародних шапки. Він був частиною іспанських загонів, які виграли Чемпіонат світу з футболу 2010 і Євро-2012.
відомий виступами за «Барселону» та національну збірну Іспанії.

## Клубна кар'єра

### «Барселона»

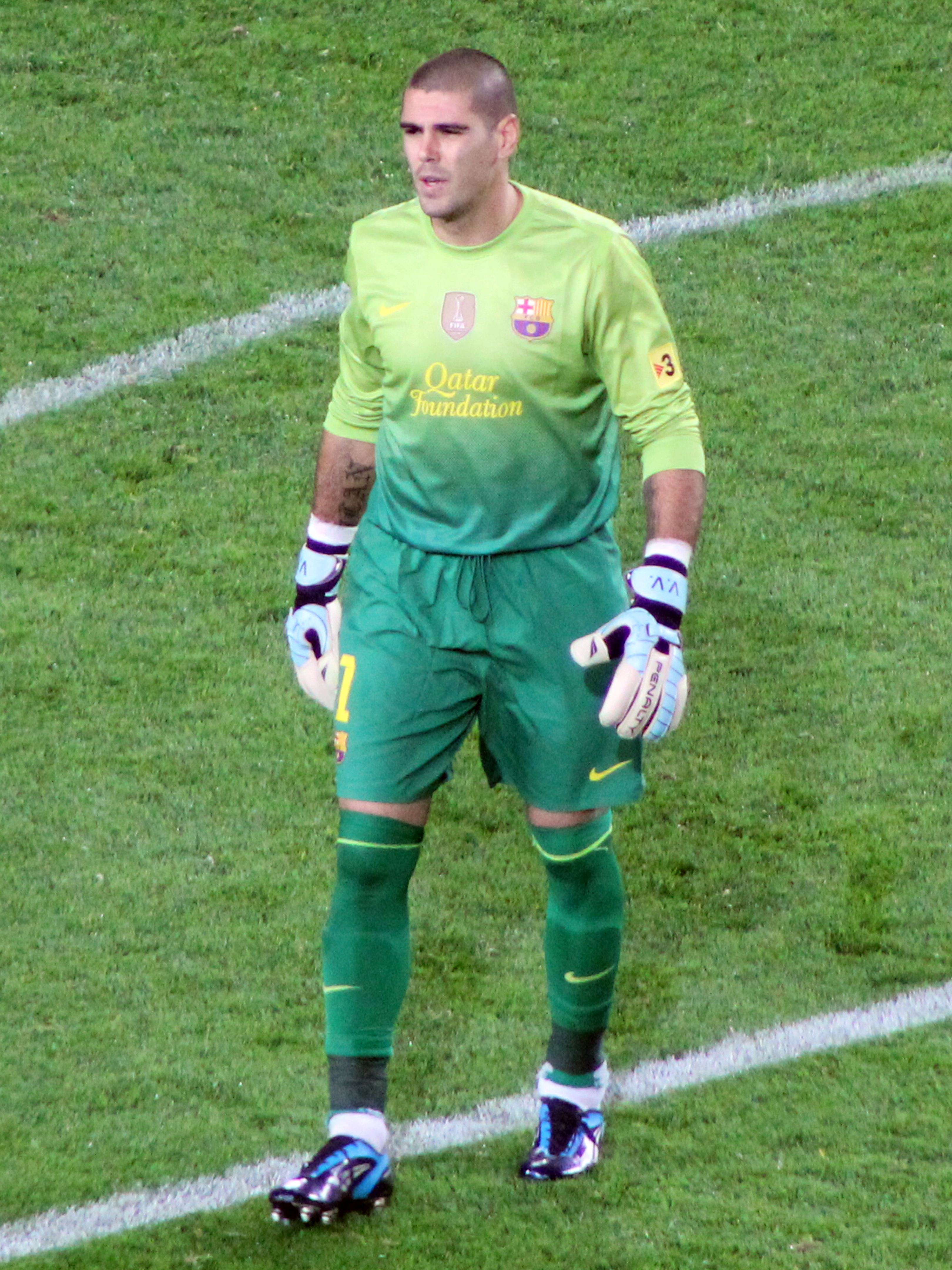
Віктор Вальдес у складі «Барселони». 17 листопада 2012 року

Уперше потрапив до клубної системи «Барселони» у 10-річному віці, вступивши до її дитячої школи у 1992 році. У вересні того ж року переїхав з батьками на Канарські острови, де продовжив навчання у футбольній школі місцевого «Тенерифе». 1995 року повернувся до школи «Барселони».
2000 року почав залучатися до складу команди «Барселона Б», що виступала у Сегунді (другому за ієрархією дивізіоні чемпіонату Іспанії). У сезоні 2002—2003 почав запрошуватися до складу основної команди як резервний воротар, а вже з наступного сезону став основним голкіпером «Барселони». У сезоні 2006—07 Вальдес став лише другим воротарем в історії «Барселони» (після Андоні Субісаретти), який повністю відіграв на полі усі 38 матчів сезону у Прімера Дивізіоні. Вальдесу також належить встановлений 7 листопада 2007 року клубний рекорд — 466 хвилин без пропущеного голу у єврокубкових матчах.
Станом на кінець сезону 2010—11 гравець провів у складі «Барселони» 406 матчів у різних турнірах, за цей час п'ять разів здобував титул чемпіона Іспанії, тричі вигравав Лігу Чемпіонів УЄФА та одного разу — Кубок Іспанії. Це робить його найтитулованішим воротарем в історії «Барселони».
26 березня 2014 року на 22-й хвилині гри проти «Сельти» отримав пошкодження, яке згодом було діагностоване як розрив хрестоподібної зв'язки в коліні. Через травму Віктор пропустив решту сезону, а згодом було оголошено про завершення його виступів у складі «Барселони».

### «Манчестер Юнайтед»
У жовтні 2014 року Вальдес прийняв пропозицію англійського клубу «Манчестер Юнайтед» завершити реабілітацію у клубі і в січні 2015 року підписав з «червоними дияволами» контракт на півтора року, ставши дублером свого співвітчизника Давіда Де Хеа. Дебютував у першій команді 17 травня в матчі проти «Арсеналу» на Олд Траффорд (1:1), замінивши за 16 хвилин до кінця матчу травмованого Де Хеа, після чого пропустив автогол від Тайлера Блекетта. Через тиждень Вальдес провів свій перший матч у старті, вийшовши в останній грі сезону проти «Галл Сіті», зберігши ворота в недоторканності (0:0).
15 липня 2015 року менеджер «Манчестер Юнайтед» Луї ван Гал заявив, що Вальдес був поміщений на трансфер після того, як відмовився грати за дубль. Наступного місяця іспанець не був заявлений на сезон 2015/16, проте в літнє міжсезоння так і не покинув Манчестер.

### «Мідлсбро»
У 2016 році Вальдес перейшов до англійського «Мідлсбро». Влітку 2018 року оголосив про завершення своєї кар"єри.

## Тренерська кар"єра
В 2018 році Вальдес став тренером в футбольній школі «Мораталас».
19 липня 2019 року «Барселона» оголосила про призначення Віктора Вальдеса на пост головного тренера команди Хувеніль А - «Барси» U-18.

## Виступи у збірних
Протягом 2000–2003 викликався до складу юнацьких та молодіжних збірних команд Іспанії різних вікових категорій, за які провів загалом 26 матчів.
Був включений до складу національної збірної Іспанії для участі у чемпіонаті світу 2010 року. Дебютував у складі головної команди країни 3 червня 2010 року у контрольному матчі проти збірної Південної Кореї в рамках підготовки до фінальної частини чемпіонату. Безпосередньо під час фінального турніру у Південно-Африканськії Республіці, за результатами якого іспанці уперше в історії вибороли титул чемпіонів світу, перебував у запасі, оскільки незмінним голкіпером команди на турнірі був її капітан Ікер Касільяс.

## Статистика

### Статистика клубних виступів
Станом на 1 січня 2016 року
| Клуб                | Сезон   | Чемпіонат | Чемпіонат | Кубок | Кубок | Єврокубки | Єврокубки | Інші | Інші | Усього | Усього |
| Клуб                | Сезон   | Ігри      | Голи      | Ігри  | Голи  | Ігри      | Голи      | Ігри | Голи | Ігри   | Голи   |
| ------------------- | ------- | --------- | --------- | ----- | ----- | --------- | --------- | ---- | ---- | ------ | ------ |
| «Барселона Б»       | 2000—01 | 14        | -10       | —     | —     | —         | —         | —    | —    | 14     | -10    |
| «Барселона Б»       | 2001—02 | 43        | -30       | —     | —     | —         | —         | —    | —    | 43     | -30    |
| «Барселона Б»       | 2002—03 | 20        | -15       | —     | —     | —         | —         | —    | —    | 20     | -15    |
| «Барселона Б»       | Усього  | 77        | -55       | —     | —     | —         | —         | —    | —    | 77     | -55    |
| «Барселона»         | 2002—03 | 14        | -15       | 0     | 0     | 6         | -3        | —    | —    | 20     | -18    |
| «Барселона»         | 2003—04 | 33        | -32       | 6     | -4    | 5         | -3        | —    | —    | 44     | -39    |
| «Барселона»         | 2004—05 | 35        | -25       | 0     | 0     | 8         | -11       | —    | —    | 43     | -36    |
| «Барселона»         | 2005—06 | 35        | -29       | 0     | 0     | 12        | -5        | 2    | -1   | 49     | -35    |
| «Барселона»         | 2006—07 | 38        | -33       | 0     | 0     | 8         | -6        | 4    | -4   | 50     | -43    |
| «Барселона»         | 2007—08 | 35        | -35       | 6     | -5    | 11        | -5        | —    | —    | 52     | -45    |
| «Барселона»         | 2008—09 | 35        | -31       | 0     | 0     | 14        | -11       | —    | —    | 49     | -42    |
| «Барселона»         | 2009—10 | 38        | -24       | 0     | 0     | 12        | -10       | 5    | -3   | 55     | -37    |
| «Барселона»         | 2010—11 | 32        | -16       | 0     | 0     | 11        | -9        | 1    | -0   | 44     | -25    |
| «Барселона»         | 2011—12 | 35        | -28       | 0     | 0     | 11        | -10       | 5    | -4   | 51     | -42    |
| «Барселона»         | 2012—13 | 31        | -33       | 0     | 0     | 11        | -17       | 2    | -4   | 44     | -54    |
| «Барселона»         | 2013—14 | 26        | -21       | 0     | 0     | 6         | -3        | 2    | -1   | 34     | -25    |
| «Барселона»         | Усього  | 387       | -322      | 12    | -9    | 115       | -93       | 21   | -18  | 535    | -442   |
| «Манчестер Юнайтед» | 2014—15 | 2         | -1        | 0     | 0     | —         | —         | —    | —    | 2      | -1     |
| «Манчестер Юнайтед» | 2015—16 | 0         | 0         | 0     | 0     | 0         | 0         | 0    | 0    | 0      | 0      |
| «Манчестер Юнайтед» | Усього  | 2         | -1        | 0     | 0     | 0         | 0         | 0    | 0    | 2      | -1     |
| УСЬОГО              | УСЬОГО  | 465       | -378      | 12    | -9    | 115       | -93       | 21   | -18  | 535    | 0      |

### Збірна
Станом на 5 березня 2014 року
| Збірна            | Сезон             | Товариські | Товариські | Турніри | Турніри | Всього | Всього |
| Збірна            | Сезон             | Ігри       | Голи       | Ігри    | Голи    | Ігри   | Голи   |
| ----------------- | ----------------- | ---------- | ---------- | ------- | ------- | ------ | ------ |
| Іспанія           | 2010              | 3          | -1         | 0       | -0      | 3      | -1     |
| Іспанія           | 2011              | 3          | -1         | 1       | -1      | 4      | -2     |
| Іспанія           | 2012              | 3          | -0         | 0       | -0      | 3      | -0     |
| Іспанія           | 2013              | 5          | -4         | 4       | -2      | 9      | -6     |
| Іспанія           | 2014              | 1          | 0          | 0       | 0       | 1      | 0      |
| Всього за кар'єру | Всього за кар'єру | 15         | -6         | 5       | -3      | 20     | -9     |

### Матчі і пропущені голи за збірну
Станом на 5 березня 2014 року
| Матчі і пропущені голи Вальдеса за збірну Іспанії | Матчі і пропущені голи Вальдеса за збірну Іспанії | Матчі і пропущені голи Вальдеса за збірну Іспанії | Матчі і пропущені голи Вальдеса за збірну Іспанії | Матчі і пропущені голи Вальдеса за збірну Іспанії | Матчі і пропущені голи Вальдеса за збірну Іспанії | Матчі і пропущені голи Вальдеса за збірну Іспанії |
| ------------------------------------------------- | ------------------------------------------------- | ------------------------------------------------- | ------------------------------------------------- | ------------------------------------------------- | ------------------------------------------------- | ------------------------------------------------- |
| №                                                 | Дата                                              | Опонент                                           | Рахунок                                           | Пропущено голів                                   | Змагання                                          |                                                   |
| 1                                                 | 3 червня 2010                                     | Південна Корея                                    | 1:0                                               | -                                                 | Товариський матч                                  |                                                   |
| 2                                                 | 11 серпня 2010                                    | Мексика                                           | 1:1                                               | -                                                 | Товариський матч                                  |                                                   |
| 3                                                 | 7 вересня 2010                                    | Аргентина                                         | 1:4                                               | 1                                                 | Товариський матч                                  |                                                   |
| 4                                                 | 7 червня 2011                                     | Венесуела                                         | 3:0                                               | -                                                 | Товариський матч                                  |                                                   |
| 5                                                 | 10 серпня 2011                                    | Італія                                            | 1:2                                               | 1                                                 | Товариський матч                                  |                                                   |
| 6                                                 | 11 жовтня 2011                                    | Шотландія                                         | 3:1                                               | 1                                                 | Відбіркові матчі ЧЄ-2012                          |                                                   |
| 7                                                 | 16 листопада 2011                                 | Коста-Рика                                        | 2:2                                               | -                                                 | Товариський матч                                  |                                                   |
| 8                                                 | 4 червня 2012                                     | Китай                                             | 1:0                                               | -                                                 | Товариський матч                                  |                                                   |
| 9                                                 | 8 вересня 2012                                    | Саудівська Аравія                                 | 5:0                                               | -                                                 | Товариський матч                                  |                                                   |
| 10                                                | 14 листопада 2012                                 | Панама                                            | 5:1                                               | -                                                 | Товариський матч                                  |                                                   |
| 11                                                | 6 лютого 2013                                     | Уругвай                                           | 3:1                                               | 1                                                 | Товариський матч                                  |                                                   |
| 12                                                | 22 березня 2013                                   | Фінляндія                                         | 1:1                                               | 1                                                 | Відбіркові матчі ЧС-2014                          |                                                   |
| 13                                                | 26 березня 2013                                   | Франція                                           | 1:0                                               | -                                                 | Відбіркові матчі ЧС-2014                          |                                                   |
| 14                                                | 12 червня 2013                                    | Ірландія                                          | 2:0                                               | -                                                 | Товариський матч                                  |                                                   |
| 15                                                | 23 червня 2013                                    | Нігерія                                           | 3:0                                               | -                                                 | Кубок конфедерацій 2013                           |                                                   |
| 16                                                | 15 серпня 2013                                    | Еквадор                                           | 2:0                                               | -                                                 | Товариський матч                                  |                                                   |
| 17                                                | 10 вересня 2013                                   | Чилі                                              | 2:2                                               | 2                                                 | Товариський матч                                  |                                                   |
| 18                                                | 12 жовтня 2013                                    | Білорусь                                          | 2:1                                               | 1                                                 | Відбіркові матчі ЧС-2014                          |                                                   |
| 19                                                | 19 листопада 2013                                 | ПАР                                               | 0:1                                               | 1                                                 | Товариський матч                                  |                                                   |
| 20                                                | 5 березня 2014                                    | Італія                                            | 1:0                                               | -                                                 | Товариський матч                                  |                                                   |

Разом: 20 матчів / 9 пропущених голів; 13 перемог, 4 нічиї, 3 поразки.

## Досягнення
«Барселона»

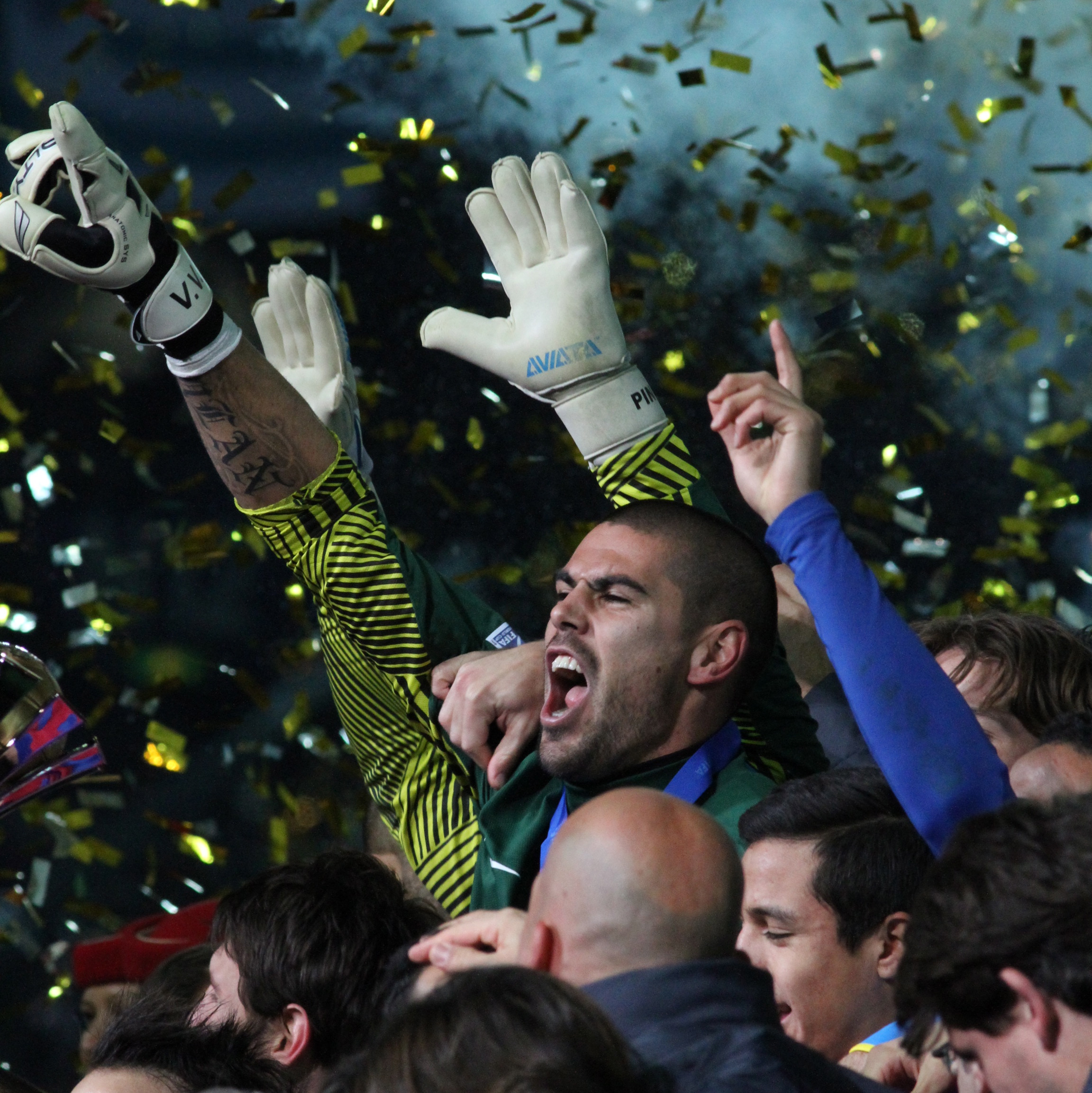
Віктор Вальдес святкує перемогу на клубному чемпіонаті світу 2011 року.

- Переможець Ліги чемпіонів УЄФА (3): 2005-06, 2008-09, 2010-11
- Володар Суперкубка УЄФА (2): 2009, 2011
- Чемпіон Іспанії (6): 2004-05, 2005-06, 2008-09, 2009-10, 2010-11, 2012-13
- Володар Кубка Іспанії (2): 2008-09, 2011-12
- Володар Суперкубка Іспанії (6): 2005, 2006, 2009, 2010, 2011, 2013
- Переможець Клубного чемпіонату світу (2): 2009, 2011

«Стандард» (Льєж)
- Володар Кубка Бельгії (1): 2015-16

Збірна Іспанії
- Чемпіон світу: 2010
- Чемпіон Європи: 2012

Особисті
- Трофей Самори (5): 2004/05, 2008/09, 2009/10, 2010/11, 2011/12 (рекорд)
- Найкращий воротар Ла Ліги (2): 2009/10, 2010/11